# Brig
En brig er i skibsterminologi betegnelsen for et tomastet fartøj der fører råsejl på begge master.